# Трубашур
Трубашур — старинная удмуртская деревня в Глазовском районе Удмуртской республики. Расположена на территории муниципального образования «Октябрьское» со статусом сельского поселения.

## География
Деревня расположена в 14 км юго-восточнее административного центра района — города Глазов на реке Сепыч, притока Чепцы. Деревня находится в 8 км от дороги регионального значения Р321 «Ижевск — Игра — Глазов».
Улицы
| - ул. Родниковая, - ул. Центральная, - ул. Школьная, - Массив КЗС, - Массив Сады-огороды, - Массив Сенобаза. |

Ближайшие населённые пункты
| - на северо-восток в 6,5 км деревня Якшино; - на юго-запад в 3,5 км деревня Сепыч; - на север в 3 км деревня Котнырево. |

## Название
О происхождении ойконима «Трубашур». Первая часть от слова труба, вторая от удм. шур — «речка». Возможно, очень высокие берега речки напомнили первопоселенцам трубу.

## История
Впервые деревня упоминается в писцовых книгах за 1710 год. Значится как деревня Трубашурская (Трубашур) Ягошурской волости Глазовского узда Вятской губернии. Первыми жителями деревни стали переселенцы из деревни Солдырь. Отцами основателями деревни, согласно этой переписи, можно назвать братьев Михайло, Шадбека Андреевичей Возисевых и братьев Турая, Сабан Михайловичей Матвеевых.

В 1811 году в деревне проживало 16 семей. В середине XIX века в деревне Трубашурской на реке Сепыч, в 19 верстах от уездного города Глазов. По данным из списка населённых мест Глазовского узда Вятской губернии 1859—1873 гг. в 19 дворах проживало 105 мужчин и 118 женщин (223 человека).

К 1914 году в Трубашуре работала пятирублёвая библиотека, которой руководил Степан Елизарович Главатских. Интересно, что самая распространённая фамилия в деревне была именно Главатских, коренные фамилии — Плетенѐвы и Дряхловы. Учиться дети ходили в школу в деревне Котнырево, в Трубашуре начальную школу открыли в 40-е годы.

В годы гражданской войны деревня несколько раз переходил из рук в руки, от белых — к красным и обратно. Части Красной армии, сформированные пол Оренбургом, воевали под командованием Блюхера.
В декабре 1918 года в деревне размещался штаб 2-й бригады (Путиловский, 256-й, 257-й полки) 29-й стрелковой дивизии Красной армии. Памятник участникам гражданской войны стоит на поле за деревней, жители называют его «Две берёзы». Там похоронены красноармейцы Михеев Ф. Я. и Смирнов Т. Г.

Также в 1918 году зафиксирован случай конного набега нескольких сотен Кестымских татар, задержавший плату за пользование лугами. Особое положение татар сохранялось и в то время.

В центре деревни стоит памятник, на котором высечены имена 136 жителей, погибших на полях сражений Великой Отечественной войны. Из ушедших на войну односельчан с фронта вернулось всего 3 человека.

В конце 1920-х годов в Трубашуре было образовано 3 колхоза: «Совет», «Борец» и «Трубашур». На базе их и колхоза «Союз» (деревня Котнырево) 22 июля 1950 года образован колхоз «Авангард». К этому году в Трубашуре насчитывалось уже 75 дворов.
11 сентября 1956 года произошло объединение колхозов «Авангард» (д. Трубашур) и «Труд» (д. Сепыч) в колхоз «Родина» (д. Трубашур). Колхоз богатым не был. Не было дорог, жилья и народ начал уезжать.
26 марта 1976 года колхоз «Родина» прекратил существование. Его земли, основные средства, члены колхоза перешли в совхоз «40 лет Октября», с центром в посёлке Октябрьский, подсобное хозяйство Чепецкого механического завода. 16 июля 1976 года совхоз был переименован в «Октябрьский». При финансировании ЧМЗ в Трубашуре были построены жилые дома, торговый центр, животноводческий комплекс, заасфальтирована дорога. Начали приезжать люди из других районов республики.

В начале 1990-х годов построен детский комплекс, школа-сад с бассейном, в котором обучалось 60 детей, были заполнены 4 группы детского сада.
С началом перестройки, в 1990-е годы, всё изменилось. В 2002 году в здании школы был открыт комплексный центр социального обслуживания населения.
В 1972 году построено здание Дома культуры, в настоящее время это — Дом народного творчества. В помещении клуба находится фельдшерско-акушерский пункт. Также есть начальная школа и детский сад.
По данным на начало 2010 года в деревне проживало 366 человек.

## Население
| 2010 | 2012 |
| ---- | ---- |
| 331  | ↗345 |

## Транспорт
Основное транспортное сообщение деревни осуществляется через трассу Р321, которая проходит в 8 км севернее. К деревне ведёт асфальтовая дорога.
Имеется рейсовое автобусное сообщение с районным центром Глазов.

Маршрут:
- Глазов — Октябрьский — Трубашур.

## Известные уроженцы
- Александра Ивановна Перевощикова (1905—1995) — Врач-педиатр, заслуженный врач РСФСР. Первая женщина-удмуртка, ставшая профессором[13]

## Топографические карты
- Лист карты O-39-XVII Глазов. Масштаб: 1 : 200 000. Состояние местности на 1984 год. Издание 1993 г.